# Jesus Morlán
Jesús Morlán Fariña (Pontevedra, 1 de novembro de 1966 - Belo Horizonte, 11 de novembro de 2018) foi um treinador espanhol de canoagem, considerado o maior treinador da canoagem do mundo, ele ficou conhecido por lapidar o talento do brasileiro, Isaquias Queiroz.
Ele revolucionou a canoagem de velocidade do Brasil e por isso venceu 3 vezes o Prêmio Brasil Olímpico.
Além do trabalho no Brasil, Morlán revolucionou o esporte em seu país, levando o canoísta, David Cal à conquistar cinco medalhas em Jogos Olímpicos (um ouro e quatro pratas), e se tornar o atleta espanhol com mais medalhas olímpicas em toda história do país.

## Falecimento
Morlán faleceu em 11 de Novembro de 2018, aos 52 anos. Desde 2016 ele lutava contra um câncer no cérebro.

## Prêmios
- Prêmio Brasil Olímpico de 2014: Melhor técnico individual;
- Prêmio Brasil Olímpico de 2016: Melhor técnico individual/dupla;
- Prêmio Brasil Olímpico de 2017: Melhor técnico individual/dupla.